# Tylexocladus
Tylexocladus is een geslacht van sponsdieren uit de klasse van de Demospongiae (gewone sponzen).

## Soorten
- Tylexocladus hispidus Lévi, 1993
- Tylexocladus joubini Topsent, 1898